# Taafien
Le taafien est un jargon utilisé par le personnel travaillant dans les Terres australes et antarctiques françaises (TAAF), un territoire d'outre-mer français situé dans le sud de l'océan Indien et en Antarctique. S'il ne comporte pas de spécificités grammaticales, il dispose d'un riche lexique distinct du français standard.

## Contexte
Les Terres australes et antarctiques françaises (TAAF) n'ont jamais eu de population autochtone, et aucune population permanente à l'exception de quelques brèves et très limitées tentatives de colonisation. Il existe cependant une présence humaine continue sur certains de ces territoires, assurée par des scientifiques ou des militaires français. Ainsi en 2006, environ 650 personnes ont séjourné dans les Terres australes et antarctiques françaises dont 400 sont des scientifiques en mission et 200 à 250 des militaires, principalement de la Légion étrangère ou du 2e RPIMa et des contractuels assurant la logistique.
- Îles Kerguelen : entre 45 et 110 personnes suivant la saison[2].
- La Terre-Adélie : entre 30 et 100 personnes[2].
- Îles Saint-Paul et Nouvelle-Amsterdam : 25 à 45 personnes[2] (avec des missions ponctuelles de quelques personnes sur Saint-Paul).
- Archipel Crozet : 25 à 45 personnes[2].

La langue officielle dans les Terres australes et antarctiques françaises est, en tant que territoire d'outre-mer de la République française, le français. Cependant, il s'est développé un jargon utilisé par le personnel travaillant dans le sud de l'océan Indien et en Antarctique. S'il ne comporte pas de grammaire propre, il dispose d'un riche lexique distinct du français standard.
Employé à bord du Marion Dufresne (le « marduf »  en taafien) comme sur les Terres australes et antarctiques françaises, un langage spécifique fait entre autres d'abréviations, d'acronymes, de mots créoles et d'expressions grivoises est communément utilisé. Il désigne des réalités souvent spécifiques à ces régions, à leur faune, à leur administration et aux activités professionelles.

## Lexique
| Taafien            | Français |
| ------------------ | --- |
| Abri Bus           | Refuge de la Baie Américaine (=B.US) |
| Adélien            | Personnel dans la Terre Adélie |
| Adsup              | Administrateur supérieur |
| Alfred             | Manchot royal |
| Algo               | Algologue (chercheur sur les algues) |
| Ams                | Îles Saint-Paul et Nouvelle-Amsterdam |
| Ams Parc           | Endroit ombragé pour les barbecues |
| Arbek              | Cabane ou refuge |
| Bâtiment 42, ou 42 | Dortoir des hivernants à Dumont-d'Urville |
| Berg               | Iceberg |
| Bib                | Médecin chef, médecin du district |
| Bibou              | Infirmier ou infirmière. Médecin adjoint. |
| Biblioker          | Bibliothèque de Port-aux-Français |
| Bio                | Biologiste dans l'archipel des Kerguelen |
| Biolo              | Biologiste dans la Terre Adélie |
| Biosécurité        | procédure visant à limiter les espèces allochtones invasives |
| Bitard             | Gros rocher |
| Bleu               | Poisson |
| BLO                | Lapin (Bête à Longues Oreilles). Pour ne pas dire "lapin". |
| Bonbon             | Jeune éléphant de mer (une proie appréciée des orques) |
| Bout de bois       | Menuisier |
| Bout de fer        | Mécanicien |
| Bout de fil        | Électricien |
| Bout de plomb      | Plombier |
| Branloire          | Tapis de végétation au-dessus d'une crevasse |
| Brash              | Accumulation de glaces flottantes |
| BUS                | Baie Américaine, située à Crozet |
| Cabane             | abri, refuge, dans les zones reculées |
| Campagnard d'été   | Scientifique non hivernant |
| Caisse Mussy       | cf. Mussy |
| Canard             | En Terre Adélie : Manchot Adélie |
| Catabatique        | Vent catabatique |
| Central Park       | Zone verte où se vautrent les éléphants de mer, située au centre de la capitale des Kerguelen, Port-aux-Français. |
| Charnière          | Articulation de la banquise avec la côte, qui permet à la glace de mer de monter et de descendre en fonction des marées en générant un grincement caractéristique |
| Chaud-froid        | Frigoriste |
| Chef chargé        | Chef cuisinier |
| Chiochio           | Chionis (oiseau des Kerguelen). Prononcer kiokio. |
| Cinéker            | Salle de cinéma de Port-aux-Français |
| Cinécro            | Salle de cinéma de Port Alfred |
| Cinoc              | Ciel nocturne |
| Cracou             | Pétrel géant |
| Cro                | Archipel des Crozet |
| Cronibar           | Bar principal de Crozet |
| Darvik             | Bague de plastique permettant l’identification à distance des individus marqués |
| D.D.U.             | Dumont-d’Urville (depuis les années 1990) |
| Désensouiller      | Extraire un véhicule d'une souille. |
| Disams             | Chef de district des îles Saint-Paul et Nouvelle-Amsterdam |
| Discothèque        | Résidence du chef de district dans l'archipel des Kerguelen |
| Discro             | Chef de district dans l'archipel des Crozet |
| Disker             | Chef de district dans l'archipel des Kerguelen |
| Diskette           | Compagne du chef de district dans l'archipel des Kerguelen |
| Dista              | Chef de district de la Terre Adélie |
| Doum-Doum          | Engin de travaux publics |
| Durville           | Dumont-d’Urville (avant les années 1990) |
| EDK                | Électricien dans l'archipel des Kerguelen |
| Ensouiller (s')    | S'enliser |
| Fuli               | Albatros fuligineux |
| Géner              | Logisticien et représentant officieux de l'IPEV sur l'ile. |
| Géophy             | Scientifique responsable des instruments géophysiques ou son bâtiment |
| Gépé               | Gérant postal |
| Godon              | Caillou |
| Godonneuse         | Machine polissant les spécimens minéralogiques |
| Goél               | Goéland |
| Ker                | Archipel des Kerguelen |
| Keravel            | Dortoir des hôtes de passage |
| Lapin              | Scientifique chargé d'étudier la prolifération des lapins, surnommés BLO. |
| Louzou             | Vin rouge |
| Maca               | Gorfou macaroni |
| Magne              | Géomagnétisme ; scientifique chargé de cette discipline |
| Manchot            | Hivernant |
| Manip              | Sortie sur le terrain |
| Manipeur           | Personne en sortie sur le terrain |
| Mépré              | Atelier de mécanique de précision |
| Marduf             | Marion Dufresne 2 |
| Midwinter          | Carnaval célébrant la moitié de l'hivernage |
| Missker            | Compagne du bouffon du carnaval de Port-aux-Français |
| Mosquée            | Station de pompage, de traitement et de distribution d'eau |
| Mussy              | Caisse en bois blanc cerclée d'acier fabriquée à Mussy-sur-Seine |
| Nunatak            | Zone rocheuse émergeant d'un champ de glace |
| Onzecro            | Bouffon du carnaval dans l'archipel des Crozet |
| Onzeker            | Bouffon du carnaval de Port-aux-Français |
| Onzeta             | Bouffon du carnaval de la Terre Adélie |
| Pacha              | Éléphant de mer adulte |
| Paf                | Port-aux-Français |
| Pafien             | Personnel de Port-aux-Français |
| Pancake            | Crêpe de glace de mer qui vient de se former |
| Partex             | Militaire |
| Pâteux             | Boulanger |
| Pédoche            | Message radio |
| Peep show          | Scientifique chargé d'évaluer la population animale |
| Péjida             | Port-Jeanne-d'Arc |
| Petite Marie       | Personne de corvée au réfectoire |
| Piaule             | Mauvais temps |
| Pimponker          | Pompier de Port-aux-Français |
| Pintadon           | En terre Adélie : manchot Adélie (vieilli). Terme introduit par René Gros, radio à Port Martin en 1950. |
| Piscine            | À Crozet, ancienne zone d'enfouissement des déchets. |
| Plonplon           | Pétrel plongeur |
| Polynie            | Zone qui se maintient libre de glace |
| Popchat            | Scientifique chargé d'évaluer la population de chats |
| Poulgeon           | Chionis |
| Pré                | En terre Adélie, pente de neige de la côte sud-est de l'île des Pétrels entre le portique de débarquement et la base Dumont-d'Urville |
| Puyloubier         | Vin de table |
| Réu                | Personnel non scientifique recruté à La Réunion |
| Rivière            | En terre Adélie, ouverture décimétrique à métrique entre deux plaques de glace de mer. Terme introduit dès 1950. |
| Samuker            | Hôpital de Port-aux-Français |
| Shadok             | Scientifique étudiant la radioactivité atmosphérique. Surnom de Gérard Lambert (Centre des faibles radioactivités) qui, en terre Adélie, a lancé en 1960 un programme de mesure de la radioactivité des aérosols (programme RACEA), consistant à pomper de l'air pour en étudier les dépôts sur un filtre. |
| Skua               | Gros mangeur |
| Souille            | Bain de boue des éléphants de mer ; trou boueux ; fête, beuverie |
| T.A.               | La Terre Adélie |
| Tabulaire          | Énorme iceberg de plusieurs centaines de mètres de côté |
| Tite note          | Télex entre bases |
| Tobogan            | A Crozet, ancienne plateforme au sommet d'une falaise ou l'on jetait autrefois les déchets encombrants de la base, tels que les voitures usagées. |
| Totoche            | Bar de Port-aux-Français |
| Touque             | Bidon plastique étanche de stockage |
| Ty'Ker, Ti'Ker     | Bâtiment central de Port-aux-Français |
| Vac                | Vacation ; appel radio |
| VAT                | Volontaire à l'aide technique ; novice |
| Weasel             | Véhicule chenillé utilisé en Terre Adélie pendant la seconde moitié du XXe siècle |
| Weber              | Monorail vide-ordures utilisé à Dumont-d'Urville jusqu'aux années 1990 |
| Zézette            | Radio portative |